# هربرت في. بروكناو
هربرت في. بروكناو (بالإنجليزية: Herbert V. Prochnow)‏ هو كاتب أمريكي، ولد في 19 مايو 1897، وتوفي في 29 سبتمبر 1998.